# Hans-Heinrich Eilers
Hans-Heinrich Eilers (* 30. August 1931 in Cuxhaven; † 7. August 2019 in Cuxhaven) war ein deutscher Oberstadtdirektor und als Politiker (SPD) niedersächsischer Landtagsabgeordneter.

## Biografie
Eilers besuchte nach der Volksschule das Gymnasium in Cuxhaven. Hier legte er 1952 sein Abitur ab und begann anschließend sein Studium der Rechtswissenschaften an der Universität Hamburg. 1956 legte er die erste juristische Staatsprüfung beim Oberlandesgericht Hamburg ab und begann seinen juristischen Vorbereitungsdienst in Niedersachsen. Nach dessen Abschluss mit dem zweiten Staatsexamen promovierte er 1968 zum Dr. jur. in Göttingen.
Ab 1960 war Eilers Beamter in der niedersächsischen Landesverwaltung. Im Mai 1964 folgte seine Abordnung und im Januar 1965 seine Versetzung an den Landkreis Celle als allgemeiner Vertreter des Oberkreisdirektors. Ab Juni 1968 war er Oberstadtdirektor der Stadt Cuxhaven. Diese Position behielt er bis zu seiner Wahl in den Landtag im Jahr 1990.
Eilers war Mitglied des Aufsichtsrates der Seefischmarkt und Hafenumschlag Cuxhaven GmbH sowie der Cux Port, Seehafen Dienstleistungs GmbH in Cuxhaven. Seit 1991 war er Ratsherr und Beigeordneter der Stadt Cuxhaven.
Von 1990 bis 1998 (12. und 13. Wahlperiode) vertrat Eilers den Wahlkreis Cuxhaven im Niedersächsischen Landtag.

## Quelle
- Barbara Simon: Abgeordnete in Niedersachsen 1946–1994. Biographisches Handbuch. Hrsg. vom Präsidenten des Niedersächsischen Landtages. Niedersächsischer Landtag, Hannover 1996, S. 85.

| Personendaten    | Personendaten                  |
| ---------------- | ------------------------------ |
| NAME             | Eilers, Hans-Heinrich          |
| KURZBESCHREIBUNG | deutscher Politiker (SPD), MdL |
| GEBURTSDATUM     | 30. August 1931                |
| GEBURTSORT       | Cuxhaven                       |
| STERBEDATUM      | 7. August 2019                 |
| STERBEORT        | Cuxhaven                       |